# Horní Povelice

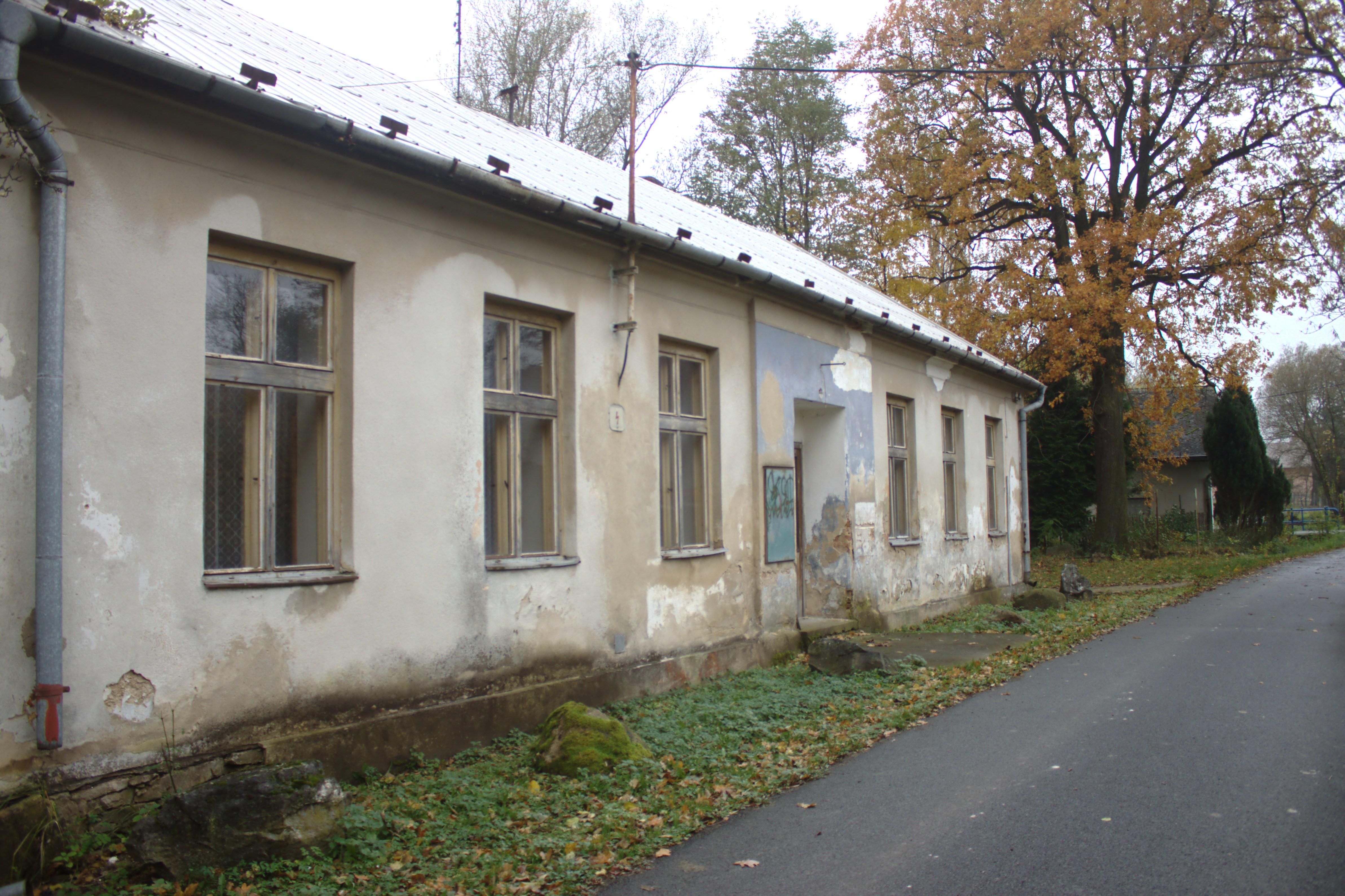
Ehemalige Schule

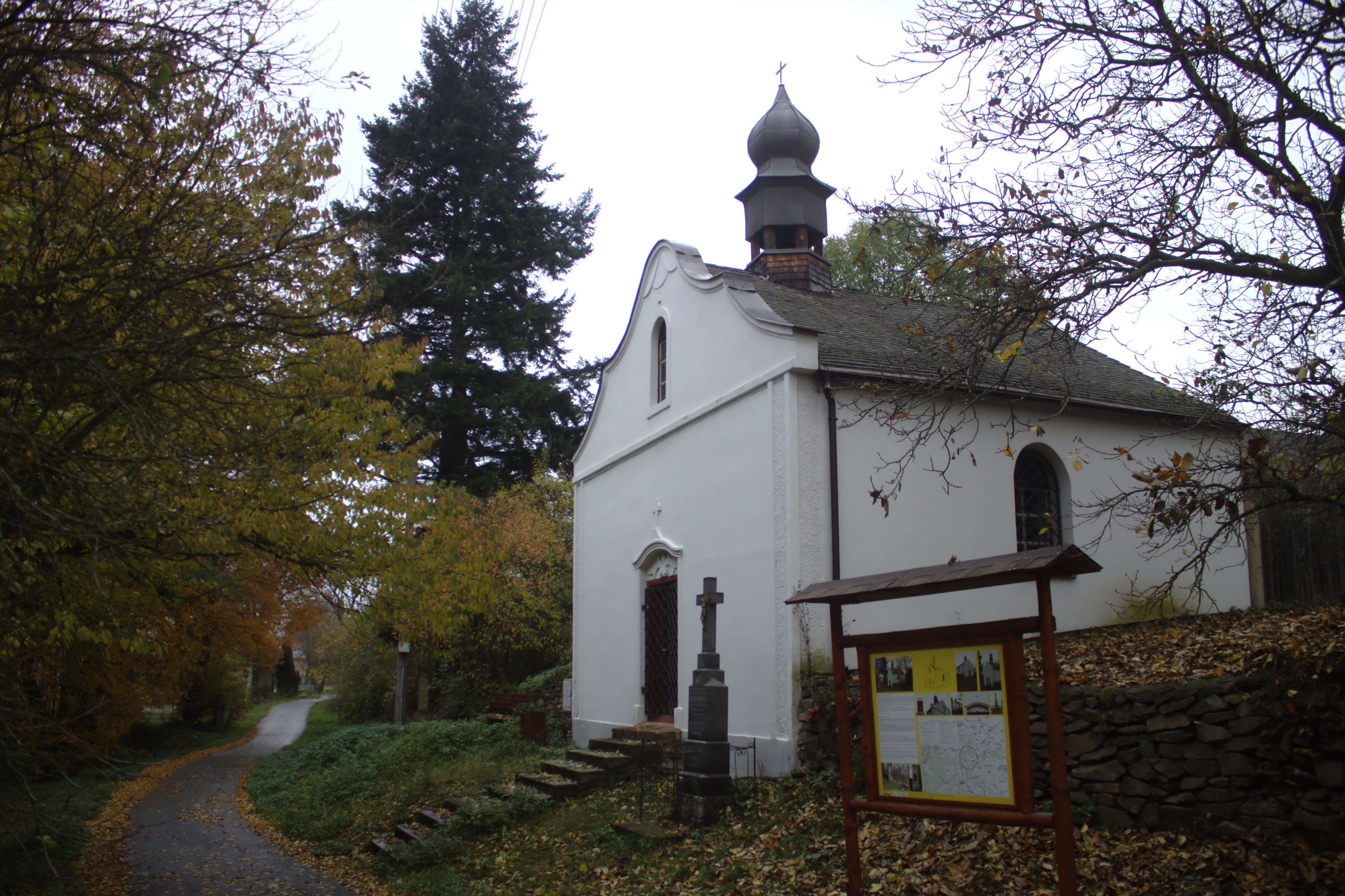
Kapelle Mariahilf

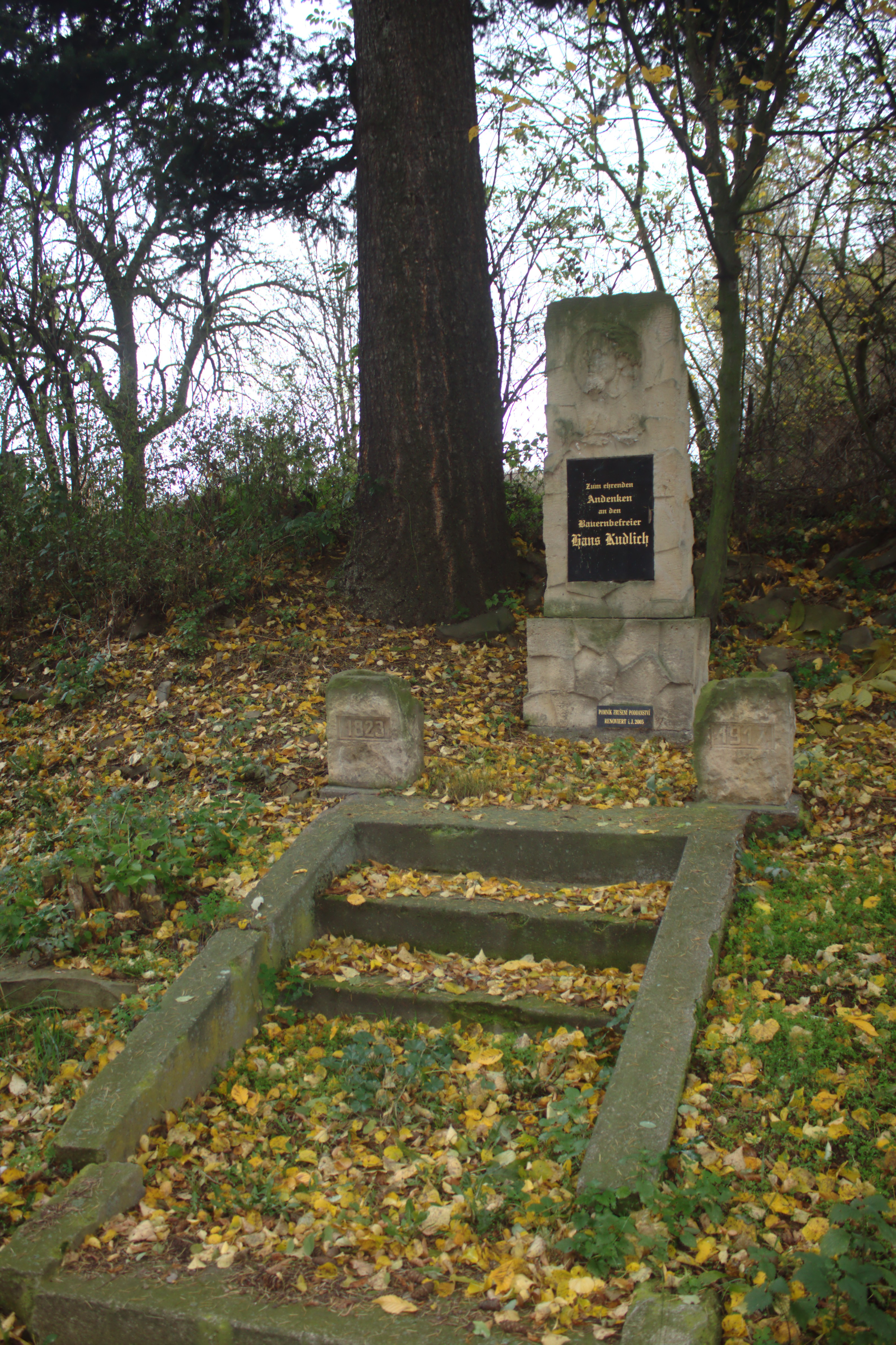
Kudlich-Gedenkstein

Horní Povelice (deutsch Ober Paulowitz, auch Ober-Paulowitz) ist ein Ortsteil der Gemeinde Liptaň (Liebenthal) in Tschechien. Er liegt acht Kilometer nordöstlich von Město Albrechtice (Olbersdorf) und gehört zum Okres Bruntál.

## Geographie
Der als Hufendorf angelegte Ort erstreckt sich am Rande der Zlatohorská vrchovina (Zuckmanteler Bergland) in der Jindřichovská pahorkatina (Hennersdorfer Hügelland) entlang des Baches Povelický potok. Nordöstlich erhebt sich der Červený vrch (307 m. n.m.), im Osten der Na Pastvině (306 m. n.m.), südöstlich die Vršina (319 m. n.m.), im Süden der Helenin výhled (394 m. n.m.), westlich der Na Bučánském (359 m. n.m.) sowie im Nordwesten die Strážnice (Hutberg, 494 m. n.m.) und der Stráž (Wachberg, 420 m. n.m.). Östlich des Dorfes verläuft die Schmalspurbahn Třemešná ve Slezsku–Osoblaha.
Nachbarorte sind Dívčí Hrad (Maidelberg), Sádek (Zottig) und Nová Ves (Neudörfel) im Norden, Karlov (Karlsdorf), Dolní Povelice (Nieder Paulowitz) und Grundek (Grundeck) im Nordosten, Koberno (Kawarn) und Antonínov (Antonsberg) im Osten, Amalín (Amalienfeld) und Ves Rudoltice (Dorf Roßwald) im Südosten, Nový Les (Neuwald) im Süden, Bučávka (Butschafka) und Třemešná (Röwersdorf) im Südwesten, Liptaň im Westen sowie Pitárné (Pittarn)  im Nordwesten.

## Geschichte
Die erste schriftliche Erwähnung von Paulowitz Minus erfolgte im 1267 niedergeschriebenen Testament des Olmützer Bischofs Bruno von Schauenburg. Zusammen mit Nieder Paulowitz bildete Nieder Paulowitz ein bischöfliches Lehngut, mit dem seit der zweiten Hälfte des 13. Jahrhunderts die Herren Sup von Füllstein belehnt waren. 1389 wurde das Dorf als Parvum Pawlowitz bezeichnet. 1570 wurden die Herren Sedlnitzky von Choltitz Besitzer des Gutes Paulowitz. Sie errichteten in Nieder Paulowitz ein dreiflügeliges Renaissanceschloss als Herrensitz.
Aus dem 16. und 17. Jahrhundert sind für das Dorf unterschiedliche deutsche und tschechische Namensformen überliefert: Malá Povelička (ab 1517), Malé Povelice (ab 1548), Horní Povelička (1560), Horní Povelice (ab 1562), Poveličky (1601), Ober Paulewitz (1616), Ober Paulwitz (ab 1616) und Ober Paulowitz (ab 1676).
Nach der Schlacht am Weißen Berg verlor die Familie Sedlnitzky von Choltitz 1623 den Besitz. Neuer Besitzer des konfiszierten Gutes Paulowitz wurde Heinrich Schwab von Salberg; er veräußerte es 1627 für 8750 Taler an Gotthard Sitsch. Letzterer verkaufte das Gut 1636 für 16.000 Gulden an Ludwig von Tharoulle. Seit 1689 gehörte das Dorf zur Pfarrei Füllstein. Ludwig von Tharoulles Enkel Johann Karl und Leopold Julius teilten 1704 unter sich beide Güter; letzterer erhielt das Gut Ober Paulowitz. Damit verbunden war die Trennung in zwei Lehngüter. In dieser Zeit entstand wahrscheinlich auch in Ober Paulowitz ein schlichtes Schloss als Herrensitz. Die Brüder verschuldeten sich stark, so dass sie 1718 den Besitz verkaufen mussten. Beide wurden auf der Festung Spielberg inhaftiert und später in Wien interniert. Das Gut Ober Paulowitz mit den Dörfern Ober Paulowitz und Butschafka erstand Franz Ludwig Hantke von Lilienfeld für 12.500 Gulden. Er veräußerte das Gut 1730 für 14.000 Gulden an Johann Valentin von Jokay. Ab 1771 wurde der Ort als Ober Pawlowitz bzw. Pawlowitz Superior bezeichnet. Bis 1783 gehörte  Ober Paulowitz – wie die anderen mährischen Enklaven – zum Prerauer Kreis, danach zum Troppauer Kreis. Auf den Fluren eines parzellierten Meierhofs wurde 1784 die Kolonie Neu Paulowitz angelegt. 1785 wurde das Dorf nach Liebenthal umgepfarrt. Nachfolgende Besitzer des Lehngutes waren 1767 Isidor von Jokay und ab 1798 Emanuel von Jokay, der das Gut 1808 an den Besitzer der Herrschaft Roßwald, Carl Czeike von Badenfeld, verkaufte. Das Schloss verlor damit seine Funktion als Herrensitz.
Im Jahre 1835 bestand Ober-Paulowitz aus 51 Häusern mit 384 deutschsprachigen und katholischen Einwohnern, die vom Ackerbau lebten. Im Ort gab es ein ärmliches Schloss, einen herrschaftlichen Meierhof, neun Halbbauern, acht Viertelbauern, zehn Gärtner und 20 Häusler. Die Nutzfläche umfasste 350 Joch fruchtbares Ackerland. Pfarrort war Liebenthal. Das Dorf war Teil der großen mährischen Enklave Hotzenplotz. Bis zur Mitte des 19. Jahrhunderts gehörte Ober-Paulowitz zur Lehnsherrschaft Roßwald.
Nach der Aufhebung der Patrimonialherrschaften bildete Ober Paulowitz / Horní Pavlovice mit den Ortsteilen Butschafka und Neu Paulowitz ab 1849 eine Gemeinde im Gerichtsbezirk Hotzenplotz. Ab 1869 gehörte Ober Paulowitz / Horní Povelice zum Bezirk Jägerndorf. Zu dieser Zeit hatte das Dorf 342 Einwohner und bestand aus 53 Häusern. Im selben Jahr  löste sich Butschafka von Ober Paulowitz los und bildete eine eigene Gemeinde. Das Schloss brannte 1882 nieder. 1898 nahm die Lokalbahn Röwersdorf–Hotzenplotz den Verkehr auf. Im Jahre 1900 lebten in Ober Paulowitz 355 Personen, 1910 waren es 319. Nach dem Ende des Ersten Weltkrieges 1918 wurde Ober Paulowitz Teil der neugegründeten Tschechoslowakei. Beim Zensus von 1921 lebten in den 73 Häusern der Gemeinde Ober-Paulowitz 332 Personen, davon 330 Deutsche. Davon entfielen 285 auf Ober-Paulowitz (63 Häuser) und 47 auf Neu-Paulowitz (10 Häuser). 
Im Jahre 1930 bestand die Gemeinde Ober Paulowitz aus 74 Häusern und hatte 351 Einwohner, davon 294 in Ober Paulowitz (64 Häuser) und 57 in Neu Paulowitz (10 Häuser). Nach dem Münchner Abkommen wurde die Gemeinde im Herbst 1938 dem Deutschen Reich zugesprochen und gehörte bis 1945 zum Landkreis Jägerndorf. 1939 lebten in der Gemeinde 343 Personen. Nach dem Ende des Zweiten Weltkrieges wurde Horní Povelice 1945 wieder Teil der Tschechoslowakei. Die deutschsprachige Bevölkerung wurde 1946 fast vollständig vertrieben. Im Jahre 1950 lebten in den 45 Häusern von Horní Povelice 137 Personen. Der Ortsteil Nové Povelice wurde 1960 aufgehoben. Im Jahre 1961 wurde die Gemeinde in den Okres Bruntál umgegliedert. Seit 1964 bestand ein gemeinsamer Örtlicher Nationalausschuss mit Dolní Povelice. Im Jahre 1970 hatte Horní Povelice 99 Einwohner. Am 30. April 1976 erfolgte die Eingemeindung nach Liptaň. Im Jahre 1991 hatte das Dorf 60 Einwohner und bestand aus 22 Häusern. Das verfallene Stationsgebäude der Schmalspurbahn wurde 2014 abgebrochen und durch eine hölzerne Schutzhütte ersetzt. Beim Zensus von 2011 lebten in den 38 Häusern von Horní Povelice nur noch 19 Personen.

## Ortsgliederung
Der Ortsteil Horní Povelice bildet einen Katastralbezirk. Zu Horní Povelice gehört die Ortslage Nové Povelice (Neu Paulowitz).

## Sehenswürdigkeiten
- Kapelle Mariahilf
- Gedenkkreuz für den 1918 gefallenen Oskar Hanke, vor der Kapelle
- Gedenkstein für den Bauernbefreier Hans Kudlich, neben der Kapelle, errichtet 1928. Er wurde 2005 renoviert.
- Gedenkstein für die Gefallenen des Ersten Weltkrieges, an der Straße von Nové Povelice nach Liptaň